# Bezirksklasse Ostpreußen 1943/44
De Bezirksklasse Ostpreußen 1943/44 was het elfde en laatste voetbalkampioenschap van de Bezirksklasse Ostpreußen, het tweede niveau, onder de Gauliga Ostpreußen. De groepen Tilsit en Memel werden voor dit seizoen samen gevoegd. Aangezien er het volgende seizoen enkel in de regio Königsberg gespeeld werd, vond er geen promotie-eindronde plaats. SV Contienen Königsberg en VfL Pillau namen deel aan de Gauliga Ostpreußen 1944/45, die niet voltooid werd.  

## Bezirksklasse

### Kreis A Königsberg

#### Groep A
LSV Pillau trok zich in november 1943 terug en had toen vijf wedstrijden gespeeld, waarvan twee gewonnen en drie verloren. VfL Labia trok zich al in september 1943 terug. 
| Plaats | Club                             | Wed.           | W              | G              | V              | Saldo          | Ptn.           |
| ------ | -------------------------------- | -------------- | -------------- | -------------- | -------------- | -------------- | -------------- |
| 1.     | RSV Heiligenbeil                 | 4              | 3              | 0              | 1              | 18:07          | 06:02          |
| 2.     | VfL Braunsberg                   | 4              | 2              | 0              | 2              | 07:16          | 04:04          |
| 3.     | SV Rasensport-Preußen Königsberg | 4              | 1              | 0              | 3              | 16:18          | 02:06          |
| 4.     | LSV Pillau                       | Teruggetrokken | Teruggetrokken | Teruggetrokken | Teruggetrokken | Teruggetrokken | Teruggetrokken |
| 5.     | VfL Labiau                       | Teruggetrokken | Teruggetrokken | Teruggetrokken | Teruggetrokken | Teruggetrokken | Teruggetrokken |

|  | Geplaatst voor finale Königsberg |

#### Groep B
| Plaats | Club                    | Wed.           | W              | G              | V              | Saldo          | Ptn.           |
| ------ | ----------------------- | -------------- | -------------- | -------------- | -------------- | -------------- | -------------- |
| 1.     | SV Contienen Königsberg | 8              | 6              | 1              | 1              | 33:21          | 13:03          |
| 2.     | VfL Pillau              | 8              | 4              | 2              | 2              | 31:23          | 10:06          |
| 3.     | VfL Preußisch Eylau     | 8              | 4              | 2              | 2              | 17:15          | 10:06          |
| 4.     | Rastenburger SV         | 8              | 2              | 3              | 3              | 21:22          | 07:09          |
| 5.     | Concordia Königsberg    | 8              | 0              | 0              | 8              | 12:33          | 0:16           |
| 6.     | SV Wacker Königsberg    | Teruggetrokken | Teruggetrokken | Teruggetrokken | Teruggetrokken | Teruggetrokken | Teruggetrokken |

|  | Geplaatst voor finale Königsberg |

#### Finale
Heen
|                 |                  |       |                         |              |
| 16 januari 1944 | RSV Heiligenbeil | 4 – 3 | SV Contienen Königsburg | Heiligenbeil |
| 16 januari 1944 |                  |       |                         | Heiligenbeil |

Terug
|                 |                         |       |                  |            |
| 23 januari 1944 | SV Contienen Königsburg | 1 – 2 | RSV Heiligenbeil | Königsberg |
| 23 januari 1944 |                         |       |                  | Königsberg |

### Kreis B/G Tilsit/Memel
| Plaats | Club                   | Wed. | W | G | V | Saldo | Ptn.  |
| ------ | ---------------------- | ---- | - | - | - | ----- | ----- |
| 1.     | SpVgg Memel            | 10   | 7 | 1 | 2 | 35:24 | 15:05 |
| 2.     | Freya-VfR Memel        | 10   | 6 | 1 | 3 | 43:17 | 13:07 |
| 3.     | SC Memel               | 10   | 5 | 2 | 3 | 34:23 | 12:08 |
| 4.     | VfB Tilsit             | 10   | 5 | 0 | 5 | 37:37 | 10:10 |
| 5.     | Tilsiter SC            | 10   | 4 | 1 | 5 | 29:36 | 09:11 |
| 6.     | Gehörlosen-TuSV Tilsit | 10   | 0 | 1 | 9 | 17:58 | 01:19 |

|  | Kampioen |

### Kreis C Gumbinnen
Het is niet bekend of er een competitie geweest is in de Kreis Gumbinnen. 

### Kreis D Lyck
| Plaats | Club                                 | Wed. | W | G | V | Saldo | Ptn.  |
| ------ | ------------------------------------ | ---- | - | - | - | ----- | ----- |
| 1.     | FA Blau-Weiß des TuSV 1882 Angerburg | 6    | 6 | 0 | 0 | 39:02 | 12    |
| 2.     | FA LSV Adler des TV Lötzen           | 6    | 2 | 1 | 3 | 11:25 | 05:07 |
| 3.     | Reichsbahn SG Lyck                   | 6    | 2 | 1 | 3 | 07:21 | 05:07 |
| 4.     | SV Lötzen                            | 6    | 0 | 0 | 6 | 07:16 | 0:12  |

|  | Kampioen |

### Kreis E Allenstein
VfB Osterode trok zijn team terug in oktober 1943, het had toen één wedstrijd gespeeld en gewonnen, de uitslagen werden geschrapt. 
| Plaats | Club                      | Wed.           | W              | G              | V              | Saldo          | Ptn.           |
| ------ | ------------------------- | -------------- | -------------- | -------------- | -------------- | -------------- | -------------- |
| 1.     | VfL Mohrungen             | 6              | 6              | 0              | 0              | 50:01          | 12             |
| 2.     | HSV Hindenburg Ortelsburg | 6              | 4              | 0              | 2              | 21:18          | 08:04          |
| 3.     | SV Viktoria Allenstein    | 6              | 1              | 0              | 5              | 07:33          | 02:10          |
| 4.     | SV Allenstein II          | 6              | 1              | 0              | 5              | 05:31          | 02:10          |
| 5.     | VfB Osterode              | Teruggetrokken | Teruggetrokken | Teruggetrokken | Teruggetrokken | Teruggetrokken | Teruggetrokken |

|  | Kampioen |

### Kreis F Zichenau
De competitie werd niet voltooid
| Plaats | Club                | Wed. | W | G | V | Saldo | Ptn.  |
| ------ | ------------------- | ---- | - | - | - | ----- | ----- |
| 1.     | SG Schröttersburg   | 3    | 2 | 0 | 1 | 15:03 | 04:02 |
| 2.     | SV Ostland Zichenau | 2    | 1 | 0 | 1 | 03:05 | 02:02 |
| 3.     | SG Plöhnen          | 0    | 0 | 0 | 0 | 0     | 0     |
| 4.     | SG Sichelberg       | 1    | 0 | 0 | 1 | 0:10  | 0:02  |